# Erdal Yıldız
Erdal Yıldız (ur. 1 stycznia 1966 w Tunceli) – turecko-niemiecki aktor teatralny, filmowy i telewizyjny.

## Życiorys

### Wczesne lata
Urodził się w Tunceli w Turcji. Kiedy miał siedem lat, raz z rodziną przeprowadził się do Dettingen w Niemczech. W wieku 18 lat przeniósł się z prowincji Badenii-Wirtembergii do Berlina, aby zostać aktorem. W latach 1991–1993 uczył się aktorstwa w prestiżowym Lee Strasberg Theatre and Film Institute w Nowym Jorku.

### Kariera
Wystąpił na scenie w dwóch sztukach Tennessee Williamsa Tramwaj zwany pożądaniem i Kotka na gorącym blaszanym dachu. W 1999 roku zadebiutował w kinowym filmie Lola i Billy Kid (Lola & Bilidikid) jako kochanek zamordowanego z zemsty transwestyty. Następnie w dramacie Aprilkinder (1999) jako pracownik w fabryce mięsa do hamburgerów zakochuje się w niemieckiej prostytutce Kim. W thrillerze Przyjaciele (Freunde, 1999) u boku Benno Fürmanna był drobnym przestępcą. W Leila i Nick (Barfuss, 2005) z Tilem Schweigerem zagrał policjanta, w Jeden dzień w Europie (One day in Europe, 2005) pojawił się jako Celal. Pojawiał się także w serialach i filmach niemieckich, między innymi: Tatort, Finlandia (Finnlandia, 2001) i Tata do pary II (Kokowääh 2, 2013).

## Filmografia

### Filmy fabularne
- 1998: Lola i Billy Kid (Lola und Bilidikid) jako Billy Kid
- 2003: Tatort: Mutterliebe (TV) jako Bernd Schiffer
- 2005: Leila i Nick (Barfuss) jako policjant
- 2006: Fay Grim jako konsjerż w hotelu w Stambule
- 2006: Nette Nachbarn küsst man nicht jako Cem
- 2007: Porno!Melo!Drama! jako Hassan
- 2008: Berlin Calling jako obsługa hotelowa
- 2012: Sams im Glück jako Knasti 3
- 2013: Tata do pary II (Kokowääh 2) jako Turek
- 2013: Tatort: Willkommen in Hamburg jako Firat Astan
- 2013: Szkolna imprezka (Fack ju Göhte) jako Attila
- 2014: Tatort: Fegefeuer (Miejsce zbrodni. Czas odwetu, TV) jako Firat Astan
- 2014: Kozu jako Ekber
- 2015: Halbe Brüder jako Erdal
- 2016: Tschiller: Off Duty jako Firat Astan

### Seriale TV
- 1997: Tatort – Willkommen in Köln jako diler narkotyków
- 2002: Tatort – Oskar jako Ali, śmieciarz
- 2002–2006: Eva Blond jako Alyans Karan / Alyans
- 2004: Tatort – Odins Rache jako Özgur Aydin
- 2008: SOKO Leipzig – Istanbul Connection jako Faruq Arat
- 2009: Kommissar Stolberg – Die Tote vom Fluss
- 2011: Kommissar Stolberg – Abgezockt
- 2012: Uçurum jako Yaman
- 2016: Tatort – Der große Schmerz jako Firat Astan
- 2016: Kobra – oddział specjalny (Alarm für Cobra 11 – Die Autobahnpolizei) jako Firat Astan
- 2016: Tatort – Fegefeuer jako Serdal Masaad